# Eihelstraat
Eihelstraat (Эйхельстрат) — белорусская рок-группа, исполняющая песни на русском языке.
Изначально образована в 2001 году в городе Экло (Бельгия).

## История
Группа была образована Вячеславом Эйхелем в 2001 году в городе Экло (Бельгия). Столь неординарным названием коллектив обязан улице в Экло — «Eikelstraat», что в переводе с фламандского языка означает «Желудёвая улица» (eikel -желудь; straat — улица). Изначально в коллектив входили друзья-музыканты, а выступления группы проходили на улицах.
Репертуар состоял в основном из каверов мировых рок-групп, от рок-н-ролла до панк-рока, также планировалась запись своего материала.
Однако многим планам не суждено было сбыться, группа распалась в августе 2001 года просуществовав очень маленький промежуток времени. После всего этого Вячеслав Эйхель возвращается на Родину в Белоруссию и создает новый коллектив c таким же названием. Во время расцвета могилевского рока в 2002—2004 гг. «Eihelstraat» были в тени, практически не выступали, и не делали студийных работ. Все это было связано с проблемами: постоянной смены состава, отсутствием финансирования, и поиском нужного звучания. В 2005—2006 гг. группа снова дала о себе знать, появившись на белорусских и российских радиостанциях. Начались концерты в клубах, обширная гастрольная деятельность по стране, и за её пределами. Первые студийные записи были смикшированы Виталием Новицким, а затем доработаны и пересведены студией «Арзамас-16» в Могилеве. Макси-сингл получил название «Кто-то из нас?» и был выпущен в 2009 году издательством «Ковчег».
В среде музыкальных критиков эта работа осталась почти незамеченной, но поспособствовала маленьким шагом к будущей популярности группы. Стилистически группа ушла от многих традиционных элементов русского рока, постпанка, постгранжа, которые использовала до этого, в частности, вместо обычных ударных установок, часто использовались разнообразные программируемые драм-машины.
Для песен «Eihelstraat» характерна определённая навязчивость, многократное повторение одних и тех же слов или мелодий.
Тексты группы имеют ярко выраженный остросоциальный контекст. В их лирике чувствуется романтизм
внутренней свободы, борьбы от возвышенного героизма до философии.
В ноябре 2011 г. группа выпустила свой первый номерной альбом «Твой Андеграунд (Forever)» изданный на известнейшем белорусском рекорд-лейбле «Vigma». Альбом спродюсировал Алексей Стецюк студия «Drygva». Так же альбом «Твой Андеграунд (Forever)» был номинирован на премию Ultra-Music Awards портала Ultra-music.com  в двух номинациях («Лучшая белорусская песня» и «Лучший белорусский альбом»), но наград не получил, однако был замечен на интернет-порталах белорусской музыки, таких как Experty.by, Тузін Гітоў, Ultra-music.com и ряд других.
9 декабря 2012 г. Во время своего выступления на Ежегодной музыкальной премии «В кедах» Минского клуба «Re:Public» группа впервые представила свой дебютный видеоклип на композицию «Вас больше нет», который впоследствии вещался на многих музыкальных каналах. Также в начале 2013 года он был показан каналом «Spice1media» на Украине.
В дальнейшем композиция «Вас больше нет» стала одной из самых успешных композиций группы, и самой ротируемой в России, на Украине и в Белоруссии.
В августе 2013 г. группа записала сингл-кавер на песню «Спокойная ночь» группы Кино в память известного музыканта — Виктора Цоя, вызвав у поклонников группы массу положительных отзывов.
12 сентября 2013 г. вышел видеоклип на песню «Флюиды» показанный каналом БелМуз-ТВ.
В октябре 2016 г. выходит второй альбом "Флюиды" с которым группа гастролирует по стране.
В  2017г. Выходит видеоклип "Бизнес-леди".
В 2020 г. группа выпускает свой третий альбом "Закон бумеранга" при поддержке российской музыкальной компании Бомба-Питер (Bomba-Piter Inc.).
В марте 2021 г. выходит видеоклип на композицию "Пиксели".
В начале 2022 года группа активно начала работать над новым альбомом "Остановите маятник" на Могилевской студии "DZISTORSHN".
30-го сентября 2024 года на всех цифровых площадках вышел четвёртый альбом Eihelstraat "Остановите маятник".
В этот же день на платформе YouTube группой был представлен новый видеоклип на песню "Маятник".
Логотип группы представляет собой нарисованное граффити, в центре которого изображен желудь с листьями дуба в форме гранаты, а также название коллектива. 
В июле 2025 года группа начала использовать в своём логотипе цвета флага Беларуси, став единственной белорусской рок-группой, популяризирующей такую символику.
В настоящее время Вячеслав Эйхель продолжает активно выступать как с группой, так и с сольными проектами. Он участвует в различных музыкальных мероприятиях и концертах, поддерживая и развивая рок-культуру в Беларуси.

## Дискография (Альбомы)
| Год  | Название                    |
| ---- | --------------------------- |
| 2011 | "Твой Андеграунд (forever)" |
| 2016 | "Флюиды"                    |
| 2020 | "Закон бумеранга"           |
| 2024 | "Остановите маятник"        |

## Синглы, ремиксы и сборники
- Кто-то из нас? (2009) макси — сингл
- ГРАНЖ:BY (2011) — сборник (включая — трек Eihelstraat «Уничтожь»)[2]
- Рок-зграя «Лепшы рок айчыны» (2012) — сборник (включая трек Eihelstraat «Переключая волны»)[3]
- Сердце (2012) — сингл[4]
- Кто-то из нас? (2012) — сингл (remix version)
- Спокойная Ночь (2013) — сингл (кавер на группу «Кино»)
- Eihelstraat Remixes (2015) — ремиксы
- Воздух (2016) — сингл
- Тонем (DJ Дерзкий future house remix) (2016) — сингл (remix version)
- РокГоднота 2 (2016) — сборник (включая — трек Eihelstraat «Переключая волны»)
- Флюиды 2:0 (2017) — сингл
- Нырок в бел рок (2017) — сборник (включая — трек Eihelstraat «Сердце»)
- Новый РусРок. То, что не купишь в магазине(Часть 45) (2017) — сборник (включая — трек Eihelstraat «Тонем»)
- Счастье как месть (2018) — сингл
- Хитрый яд (2018) — сингл
- Охота 81 "Бомба-Питер" (2018) — сборник (включая — трек Eihelstraat «Вас больше нет»)
- Марихуана (2019) — сингл
- Охота 91 "Бомба-Питер" (2019) — сборник (включая — трек Eihelstraat «Звезда»)
- Мертвый космос (2023) — сингл

## Видеография
- Вас больше нет (2012) (реж. В.Эйхель,А.Новиков)[5]
- Флюиды (2013) (реж. В.Эйхель,А.Новиков)[6]
- Бизнес-леди (2017) (реж. К.Савицкий)
- Пиксели (2021) (реж. Д.Жавино)
- Маятник (2024) (реж. Д.Жавино)

## Состав
- Вячеслав Эйхель — вокал
- Антон Шмигер — бас
- Алексей Шмигер — гитара
- Тихон Новосёлов — ударные

## Бывшие участники
- Василий Буланов (2001—2006) — ударные
- Павел Кубин (2001—2004) — гитара
- Сергей Мацкевич (2003—2004) — бас
- Елена Лешневская (2004—2006) — вокал
- Денис «Мота» Михалюто (2005—2010) — гитара
- Дмитрий Зеваков (2005—2010) — гитара
- Евгений Гробивкин (2005—2009) — бас
- Юрий «Гагарин» Дюндиков (2006—2010) — ударные
- Евгений Янченко (2008—2009) — клавишные
- Юрий Василенко (2008—2009) — бас
- Максим «Зураб» Алексеев (2009—2010) — клавишные
- Алексей Михальченко (2009—2010) — бас
- Андрей Шатов (2009—2010) — бас
- Виктор Терехов (2010—2012) — гитара
- Максим Брусенцев (2010—2012) — бас
- Роман Сафронов (2010—2012) — ударные
- Роман Петраш (2012—2013) — виолончель
- Андрей Паснак (2012—2014) — гитара
- Анастасия Азмителева (2013—2014) — клавишные, семплирование
- Роман Шевцов (2012—2015) — бас
- Андрей Барашков (2014—2015) — гитара
- Евгений Синичин (2019—2021) — бас
- Дмитрий Пасюков (2010—2021) — гитара

## Фестивали
- Mass medium fest (2009)
- Antipop (2010)
- Graffity Open Music Fest III (2012)
- Соседний мир (отборочный тур 2012)
- Ежегодная музыкальная премия «В кедах» (2012)
- Dreamflash (2013) - хедлайнеры
- Рок за Бобров (2013)
- Рыцарский фест (2013) - хедлайнеры
- Mogilev rock battle (2017) - хедлайнеры
- HOG Harley-Davidson Rally Minsk (2017)
- Славянский базар (2019)
- Рыцарский фест (2025) - хедлайнеры

## Достижения и награды
- Фестиваль «Mass medium fest-2009» диплом 2-й степени 3-го отборочного тура 2009 г.
- Фестиваль «Аntipop» статуэтка в номинации «Лучшая сценическая культура» 2010 г.
- Ежегодная музыкальная премия «В кедах» статуэтка в номинации «Андеграунд года» 2012 г.
- Альбом Eihelstraat "Твой Андеграунд (Forever) в 2011 году был номинирован на премию «Ultra-Music Awards» портала Ultra-music.com[бел.] в номинациях «Лучший белорусский альбом» и «Лучшая белорусская песня».